# Élections législatives de 1988 dans la Loire-Atlantique
Les élections législatives françaises de 1988  se déroulent les 5 et 12 juin 1988. Dans le département de la Loire-Atlantique, dix députés sont à élire dans le cadre de dix circonscriptions.

## Élus
| Circonscription | Député sortant        | Parti                 | Parti                 | Député élu ou réélu             | Parti | Parti     |
| --------------- | --------------------- | --------------------- | --------------------- | ------------------------------- | ----- | --------- |
| 1re             | Scrutin proportionnel | Scrutin proportionnel | Scrutin proportionnel | Monique Papon                   |       | UDF (CDS) |
| 2e              | Scrutin proportionnel | Scrutin proportionnel | Scrutin proportionnel | Élisabeth Hubert                |       | RPR       |
| 3e              | Scrutin proportionnel | Scrutin proportionnel | Scrutin proportionnel | Jean-Marc Ayrault               |       | PS        |
| 4e              | Scrutin proportionnel | Scrutin proportionnel | Scrutin proportionnel | Jacques Floch                   |       | PS        |
| 5e              | Scrutin proportionnel | Scrutin proportionnel | Scrutin proportionnel | Édouard Landrain                |       | UDF (CDS) |
| 6e              | Scrutin proportionnel | Scrutin proportionnel | Scrutin proportionnel | Xavier Hunault                  |       | UDF (AD)  |
| 7e              | Scrutin proportionnel | Scrutin proportionnel | Scrutin proportionnel | Olivier Guichard                |       | RPR       |
| 8e              | Scrutin proportionnel | Scrutin proportionnel | Scrutin proportionnel | Claude Évin                     |       | PS        |
| 9e              | Scrutin proportionnel | Scrutin proportionnel | Scrutin proportionnel | Lucien Richard                  |       | RPR       |
| 10e             | Scrutin proportionnel | Scrutin proportionnel | Scrutin proportionnel | Joseph-Henri Maujoüan du Gasset |       | UDF (PR)  |

## Positionnement des partis
L'UDF et le RPR se présentent unis sous l'étiquette « Union du Rassemblement et du Centre » tandis que les candidats du Parti socialiste se rangent sous la bannière de la « Majorité présidentielle pour la France unie », slogan de la campagne présidentielle de François Mitterrand.

## Résultats

### Résultats à l'échelle du département
| Parti          | Parti                               | Premier tour | Premier tour | Second tour | Second tour | Sièges |
| Parti          | Parti                               | Voix         | %            | Voix        | %           | Sièges |
| -------------- | ----------------------------------- | ------------ | ------------ | ----------- | ----------- | ------ |
|                | Rassemblement pour la République    | 99 901       | 21,90        | 68 370      | 23,55       | 3      |
|                | Union pour la démocratie française  | 95 153       | 20,85        | 75 082      | 25,86       | 4      |
|                | Divers droite                       | 4 939        | 1,08         |             |             | 0      |
|                | Union du Rassemblement et du Centre | 199 993      | 43,83        | 143 452     | 49,42       | 7      |
|                |                                     |              |              |             |             |        |
|                | Parti socialiste                    | 199 437      | 43,71        | 146 835     | 50,58       | 3      |
|                | La France unie                      | 199 437      | 43,71        | 146 835     | 50,58       | 3      |
|                |                                     |              |              |             |             |        |
|                | Front national                      | 27 000       | 5,92         |             |             | 0      |
|                | Parti communiste français           | 26 295       | 5,76         | 0           |             |        |
|                | Extrême gauche dont LCR             | 3 326        | 0,73         | 0           |             |        |
|                | Parti ouvrier européen              | 213          | 0,05         | 0           |             |        |
|                |                                     |              |              |             |             |        |
| Inscrits       | Inscrits                            | 705 267      | 100,00       | 427 532     | 100,00      | 10     |
| Abstentions    | Abstentions                         | 240 808      | 34,14        | 131 734     | 30,81       |        |
| Votants        | Votants                             | 464 459      | 65,86        | 295 798     | 69,19       |        |
| Blancs et nuls | Blancs et nuls                      | 8 195        | 1,76         | 5 511       | 1,86        |        |
| Exprimés       | Exprimés                            | 456 264      | 98,24        | 290 287     | 98,14       |        |

### Résultats par circonscription

#### Première circonscription (Nantes-Nord)
| Candidat       | Candidat                      | Parti           | Premier tour | Premier tour | Second tour | Second tour |  |
| Candidat       | Candidat                      | Parti           | Voix         | %            | Voix        | %           |  |
| -------------- | ----------------------------- | --------------- | ------------ | ------------ | ----------- | ----------- |  |
|                | Monique Papon sortante réélue | UDF (CDS) (URC) | 18 438       | 46,56        | 22 504      | 52,52       |  |
|                | Alain Chénard sortant         | PS              | 17 042       | 43,04        | 20 341      | 47,48       |  |
|                | Arnaud de Perier              | FN              | 2 602        | 6,57         |             |             |  |
|                | Catherine Gravoille           | PCF             | 1 515        | 3,83         |             |             |  |
|                |                               |                 |              |              |             |             |  |
| Inscrits       | Inscrits                      | Inscrits        | 63 658       | 100,00       | 63 657      | 100,00      |  |
| Abstentions    | Abstentions                   | Abstentions     | 23 568       | 37,02        | 20 295      | 31,88       |  |
| Votants        | Votants                       | Votants         | 40 090       | 62,98        | 43 362      | 68,12       |  |
| Blancs et nuls | Blancs et nuls                | Blancs et nuls  | 493          | 1,23         | 517         | 1,19        |  |
| Exprimés       | Exprimés                      | Exprimés        | 39 597       | 98,77        | 42 845      | 98,81       |  |

#### Deuxième circonscription (Nantes-Centre)
| Candidat       | Candidat                         | Parti          | Premier tour | Premier tour | Second tour | Second tour |  |
| Candidat       | Candidat                         | Parti          | Voix         | %            | Voix        | %           |  |
| -------------- | -------------------------------- | -------------- | ------------ | ------------ | ----------- | ----------- |  |
|                | Élisabeth Hubert sortante réélue | RPR (URC)      | 19 206       | 46,36        | 23 957      | 54,16       |  |
|                | Albert Mahé                      | PS             | 16 631       | 40,15        | 20 276      | 45,84       |  |
|                | Ludovic Cassard                  | FN             | 3 246        | 7,84         |             |             |  |
|                | Joël Busson                      | PCF            | 2 343        | 5,66         |             |             |  |
|                |                                  |                |              |              |             |             |  |
| Inscrits       | Inscrits                         | Inscrits       | 68 177       | 100,00       | 68 171      | 100,00      |  |
| Abstentions    | Abstentions                      | Abstentions    | 26 185       | 38,41        | 23 352      | 34,26       |  |
| Votants        | Votants                          | Votants        | 41 992       | 61,59        | 44 819      | 65,74       |  |
| Blancs et nuls | Blancs et nuls                   | Blancs et nuls | 566          | 1,35         | 586         | 1,31        |  |
| Exprimés       | Exprimés                         | Exprimés       | 41 426       | 98,65        | 44 233      | 98,69       |  |

#### Troisième circonscription (Saint-Herblain)
|                | Jean-Marc Ayrault sortant réélu | PS             | 28 657 | 59,97  |  |  |  |
|                | Jean Delavaud                   | UDF (AD) (URC) | 12 654 | 26,48  |  |  |  |
|                | Michel Moreau                   | PCF            | 3 362  | 7,04   |  |  |  |
|                | Marie-Antoinette Chéruy         | FN             | 2 900  | 6,07   |  |  |  |
|                | Carmen Chauvier                 | POE            | 213    | 0,45   |  |  |  |
|                |                                 |                |        |        |  |  |  |
| Inscrits       | Inscrits                        | Inscrits       | 76 980 | 100,00 |  |  |  |
| Abstentions    | Abstentions                     | Abstentions    | 28 573 | 37,12  |  |  |  |
| Votants        | Votants                         | Votants        | 48 407 | 62,88  |  |  |  |
| Blancs et nuls | Blancs et nuls                  | Blancs et nuls | 621    | 1,28   |  |  |  |
| Exprimés       | Exprimés                        | Exprimés       | 47 786 | 98,72  |  |  |  |

#### Quatrième circonscription (Nantes-Sud)
|                | Jacques Floch élu  | PS             | 22 917 | 57,45  |  |  |  |
|                | Alain Saillant     | RPR (URC)      | 12 071 | 30,26  |  |  |  |
|                | Claude Constant    | PCF            | 2 001  | 5,02   |  |  |  |
|                | Jacqueline Chaussy | FN             | 1 937  | 4,86   |  |  |  |
|                | Aline Chitelman    | LCR            | 967    | 2,42   |  |  |  |
|                |                    |                |        |        |  |  |  |
| Inscrits       | Inscrits           | Inscrits       | 62 336 | 100,00 |  |  |  |
| Abstentions    | Abstentions        | Abstentions    | 21 821 | 35,01  |  |  |  |
| Votants        | Votants            | Votants        | 40 515 | 64,99  |  |  |  |
| Blancs et nuls | Blancs et nuls     | Blancs et nuls | 622    | 1,54   |  |  |  |
| Exprimés       | Exprimés           | Exprimés       | 39 893 | 98,46  |  |  |  |

#### Cinquième circonscription (Ancenis)
| Candidat       | Candidat             | Parti           | Premier tour | Premier tour | Second tour | Second tour |  |
| Candidat       | Candidat             | Parti           | Voix         | %            | Voix        | %           |  |
| -------------- | -------------------- | --------------- | ------------ | ------------ | ----------- | ----------- |  |
|                | Charles Gautier      | PS              | 22 055       | 42,28        | 27 099      | 48,51       |  |
|                | Édouard Landrain élu | UDF (CDS) (URC) | 19 514       | 37,41        | 28 759      | 51,49       |  |
|                | Jean-Pierre Baudouin | RPR             | 5 638        | 10,81        |             |             |  |
|                | Christophe Bouhier   | FN              | 3 093        | 5,93         |             |             |  |
|                | Gaston Auffret       | PCF             | 1 862        | 3,57         |             |             |  |
|                |                      |                 |              |              |             |             |  |
| Inscrits       | Inscrits             | Inscrits        | 78 707       | 100,00       | 78 704      | 100,00      |  |
| Abstentions    | Abstentions          | Abstentions     | 25 422       | 32,3         | 21 819      | 27,72       |  |
| Votants        | Votants              | Votants         | 53 285       | 67,7         | 56 885      | 72,28       |  |
| Blancs et nuls | Blancs et nuls       | Blancs et nuls  | 1 123        | 2,11         | 1 027       | 1,81        |  |
| Exprimés       | Exprimés             | Exprimés        | 52 162       | 97,89        | 55 858      | 98,19       |  |

#### Sixième circonscription (Châteaubriant)
| Candidat       | Candidat                     | Parti          | Premier tour | Premier tour | Second tour | Second tour |  |
| Candidat       | Candidat                     | Parti          | Voix         | %            | Voix        | %           |  |
| -------------- | ---------------------------- | -------------- | ------------ | ------------ | ----------- | ----------- |  |
|                | Xavier Hunault sortant réélu | UDF (AD) (URC) | 19 277       | 42,78        | 23 819      | 50,4        |  |
|                | Martine Buron                | PS             | 17 395       | 38,6         | 23 439      | 49,6        |  |
|                | Jacques Lapalus              | Divers droite  | 4 939        | 10,96        |             |             |  |
|                | Renald Mocquard              | FN             | 1 856        | 4,12         |             |             |  |
|                | Olivier Le Lijour            | PCF            | 1 592        | 3,53         |             |             |  |
|                |                              |                |              |              |             |             |  |
| Inscrits       | Inscrits                     | Inscrits       | 65 548       | 100,00       | 65 547      | 100,00      |  |
| Abstentions    | Abstentions                  | Abstentions    | 19 436       | 29,65        | 17 156      | 26,17       |  |
| Votants        | Votants                      | Votants        | 46 112       | 70,35        | 48 391      | 73,83       |  |
| Blancs et nuls | Blancs et nuls               | Blancs et nuls | 1 053        | 2,28         | 1 133       | 2,34        |  |
| Exprimés       | Exprimés                     | Exprimés       | 45 059       | 97,72        | 47 258      | 97,66       |  |

#### Septième circonscription (Guérande - La Baule)
| Candidat       | Candidat                       | Parti          | Premier tour | Premier tour | Second tour | Second tour |  |
| Candidat       | Candidat                       | Parti          | Voix         | %            | Voix        | %           |  |
| -------------- | ------------------------------ | -------------- | ------------ | ------------ | ----------- | ----------- |  |
|                | Olivier Guichard sortant réélu | RPR (URC)      | 26 581       | 49,44        | 29 878      | 53,68       |  |
|                | André Tinière                  | PS             | 20 230       | 37,63        | 25 785      | 46,32       |  |
|                | Pierre Le Berche               | PCF            | 3 649        | 6,79         |             |             |  |
|                | Jean-Yves Jarno                | FN             | 3 305        | 6,15         |             |             |  |
|                |                                |                |              |              |             |             |  |
| Inscrits       | Inscrits                       | Inscrits       | 79 398       | 100,00       | 79 388      | 100,00      |  |
| Abstentions    | Abstentions                    | Abstentions    | 24 789       | 31,22        | 22 766      | 28,68       |  |
| Votants        | Votants                        | Votants        | 54 609       | 68,78        | 56 622      | 71,32       |  |
| Blancs et nuls | Blancs et nuls                 | Blancs et nuls | 844          | 1,55         | 959         | 1,69        |  |
| Exprimés       | Exprimés                       | Exprimés       | 53 765       | 98,45        | 55 663      | 98,31       |  |

#### Huitième circonscription (Saint-Nazaire)
| Candidat       | Candidat                  | Parti          | Premier tour | Premier tour | Second tour | Second tour |  |
| Candidat       | Candidat                  | Parti          | Voix         | %            | Voix        | %           |  |
| -------------- | ------------------------- | -------------- | ------------ | ------------ | ----------- | ----------- |  |
|                | Claude Évin sortant réélu | PS             | 21 880       | 49,62        | 29 895      | 67,29       |  |
|                | Étienne Garnier           | RPR (URC)      | 11 737       | 26,62        | 14 535      | 32,71       |  |
|                | Jean-Louis Le Corre       | PCF            | 5 855        | 13,28        |             |             |  |
|                | Bernard Garnier           | Extrême gauche | 2 359        | 5,35         |             |             |  |
|                | André Tirot               | FN             | 2 266        | 5,14         |             |             |  |
|                |                           |                |              |              |             |             |  |
| Inscrits       | Inscrits                  | Inscrits       | 72 067       | 100,00       | 72 065      | 100,00      |  |
| Abstentions    | Abstentions               | Abstentions    | 27 229       | 37,78        | 26 346      | 36,56       |  |
| Votants        | Votants                   | Votants        | 44 838       | 62,22        | 45 719      | 63,44       |  |
| Blancs et nuls | Blancs et nuls            | Blancs et nuls | 741          | 1,65         | 1 289       | 2,82        |  |
| Exprimés       | Exprimés                  | Exprimés       | 44 097       | 98,35        | 44 430      | 97,18       |  |

#### Neuvième circonscription (Pornic)
|                | Lucien Richard sortant réélu | RPR (URC)      | 24 668 | 53,56  |  |  |  |
|                | Camille Durand               | PS             | 16 045 | 34,83  |  |  |  |
|                | Thierry Monvoisin            | FN             | 3 219  | 6,99   |  |  |  |
|                | Alain Tessier                | PCF            | 2 129  | 4,62   |  |  |  |
|                |                              |                |        |        |  |  |  |
| Inscrits       | Inscrits                     | Inscrits       | 69 800 | 100,00 |  |  |  |
| Abstentions    | Abstentions                  | Abstentions    | 22 587 | 32,36  |  |  |  |
| Votants        | Votants                      | Votants        | 47 213 | 67,64  |  |  |  |
| Blancs et nuls | Blancs et nuls               | Blancs et nuls | 1 152  | 2,44   |  |  |  |
| Exprimés       | Exprimés                     | Exprimés       | 46 061 | 97,56  |  |  |  |

#### Dixième circonscription (Clisson)
|                | Joseph-Henri Maujoüan du Gasset sortant réélu | UDF (PR) (URC) | 25 270 | 54,44  |  |  |  |
|                | Jean-Claude Charrier                          | PS             | 16 585 | 35,73  |  |  |  |
|                | Pierre Gauthier                               | FN             | 2 576  | 5,55   |  |  |  |
|                | Michel Gouty                                  | PCF            | 1 987  | 4,28   |  |  |  |
|                |                                               |                |        |        |  |  |  |
| Inscrits       | Inscrits                                      | Inscrits       | 68 596 | 100,00 |  |  |  |
| Abstentions    | Abstentions                                   | Abstentions    | 21 198 | 30,9   |  |  |  |
| Votants        | Votants                                       | Votants        | 47 398 | 69,1   |  |  |  |
| Blancs et nuls | Blancs et nuls                                | Blancs et nuls | 980    | 2,07   |  |  |  |
| Exprimés       | Exprimés                                      | Exprimés       | 46 418 | 97,93  |  |  |  |

## Rappel des résultats départementaux des élections de 1986
|                        |              |              |            |            |            |          |          |
| 1re (Nantes-Nord)      | 47,26 21 436 | 38,27 17 359 | 7,19 3 263 | 7,19 3 263 | 4,05 1 839 | 1,19 539 | 0,56 254 |
| 2e (Nantes-Centre)     | 48,79 23 288 | 35,47 16 931 | 8,37 3 996 | 8,37 3 996 | 4,27 2 039 | 1,12 534 | 0,51 243 |
| 3e (Saint-Herblain)    | 34,39 18 300 | 47,01 25 020 | 7,10 3 777 | 7,10 3 777 | 7,86 4 182 | 1,01 535 | 0,55 294 |
| 4e (Nantes-Sud)        | 37,50 16 485 | 45,96 20 208 | 5,96 2 622 | 5,96 2 622 | 6,05 2 659 | 1,19 523 | 0,64 282 |
| 5e (Ancenis)           | 49,49 27 761 | 35,94 20 160 | 6,83 3 832 | 6,83 3 832 | 3,51 1 971 | 1,19 668 | 0,77 430 |
| 6e (Châteaubriant)     | 52,36 24 913 | 32,82 15 615 | 6,23 2 964 | 6,23 2 964 | 3,60 1 715 | 1,20 569 | 0,81 385 |
| 7e (Guérande-La Baule) | 50,50 28 814 | 32,79 18 712 | 7,29 4 160 | 7,29 4 160 | 4,88 2 783 | 0,96 545 | 0,71 405 |
| 8e (Saint-Nazaire)     | 35,82 17 868 | 42,88 21 392 | 5,93 2 960 | 5,93 2 960 | 9,93 4 954 | 1,31 655 | 0,59 292 |
| 9e (Pornic)            | 56,05 28 274 | 28,32 14 286 | 7,41 3 740 | 7,41 3 740 | 3,72 1 878 | 1,16 583 | 0,75 376 |
| 10e (Clisson)          | 56,36 28 245 | 30,08 15 076 | 6,35 3 181 | 6,35 3 181 | 2,99 1 499 | 1,08 540 | 0,79 394 |